# Peynier
Peynier település Franciaországban, Bouches-du-Rhône megyében. Lakosainak száma 3692 fő (2022. január 1.). Peynier Belcodène, La Bouilladisse, Fuveau, Rousset és Trets községekkel határos.

## Népesség
A település népességének változása:
| Lakosok száma | 819  | 1741 | 2475 | 2956 | 3099 | 3368 | 3480 | 3540 | 3567 | 3692 |
|               | 1968 | 1982 | 1990 | 2006 | 2013 | 2015 | 2017 | 2019 | 2020 | 2022 |